# Gisela Bührmann
Gisela Bührmann (* 11. Januar 1925 in Hamburg; † 7. April 2011 ebenda) war eine deutsche Malerin und Grafikerin.

## Leben
Gisela Bührmann wuchs in kreativem Umfeld auf. Ihr Großvater war Heinrich Umlauff, Völkerkundeschaubetreiber, Kostümbildner und Filmarchitekt. Ihr Urgroßvater J. F. G Umlauff hatte auf der Hamburger Reeperbahn eine Naturalienhandlung gegründet, in der er mit Hilfe seiner Familie bis hin zu den Enkelkindern Naturalien und Kuriositäten von Muschelproduktionen bis zu Tierpräparaten verkaufte. Die Kindheitserinnerungen Gisela Bührmanns an dieses kleine Museum ihrer Familie wurde später in manchen ihrer Werke deutlich, die gerne geheimnisvolle organische und anorganische Strukturen zeigten.
Während des Zweiten Weltkrieges schlug sich Bührmann zeitweise als Hilfszeichnerin in einer Elektrofabrik für Kriegsmaterial durch, ehe sie 1943 die Meisterschule für Mode in Hamburg besuchen konnte. Nach Bombardierung ihrer Wohnung in Stellingen zog sie in den Bayerischen Wald und machte 1945 in Cham ihr Abitur.
1946 begann sie ihr Studium bei dem Maler und Grafiker Willem Grimm an der Landeskunstschule (heute Hochschule für bildende Künste Hamburg). 1952 bestand sie das Kunsterzieher-Examen und begann an Gymnasien zu unterrichten. Nebenher widmete sie sich freiberuflich ihren künstlerischen Fähigkeiten. Ihr früherer Kommilitone, der gleichaltrige Maler und Grafiker Reinhard Drenkhahn wurde ihr Lebensgefährte. Sie gründeten eine Ateliergemeinschaft in der Sierichstraße 52. Zu ihren Freunden zählten Horst Janssen und Paul Wunderlich. Reinhard Drenkhahn wählte im Alter von 33 Jahren 1959 den Freitod.

## Schaffen
1959 entstanden Gisela Bührmanns erste Radierungen, 1961 erste Zeichnungen, die sie selbst als gut empfand. Die Motive ihrer gegenständlichen Arbeiten sah sie in Figuren und Szenen, Landschaften und Häusern. 1963 bekam sie ein Jahresstipendium an der Villa Massimo in Rom. Dort schuf sie erste Gemälde. Fortan beschäftigte sie sich bis an ihr Lebensende vor allem mit Stillleben und Selbstbildnissen. Ihre Werke wurden farbiger, bei reduzierter Darstellung. Sie interpretierte vor allem Vergänglichkeit. Sie malte Muscheln, tote Tiere, Menschenschädel, verbrauchte Gegenstände, Gedörrtes, Brot, Pflastersteine, Fragmente einer zerstörten Villa. Von 1969 bis 1990 arbeitete sie als Dozentin an Fachschule für Gestaltung in Hamburg. Zu ihren Studenten gehörten der Maler und Bildhauer Peter Fetthauer und die Malerin, Fotografin und Autorin Agnes Voigt.

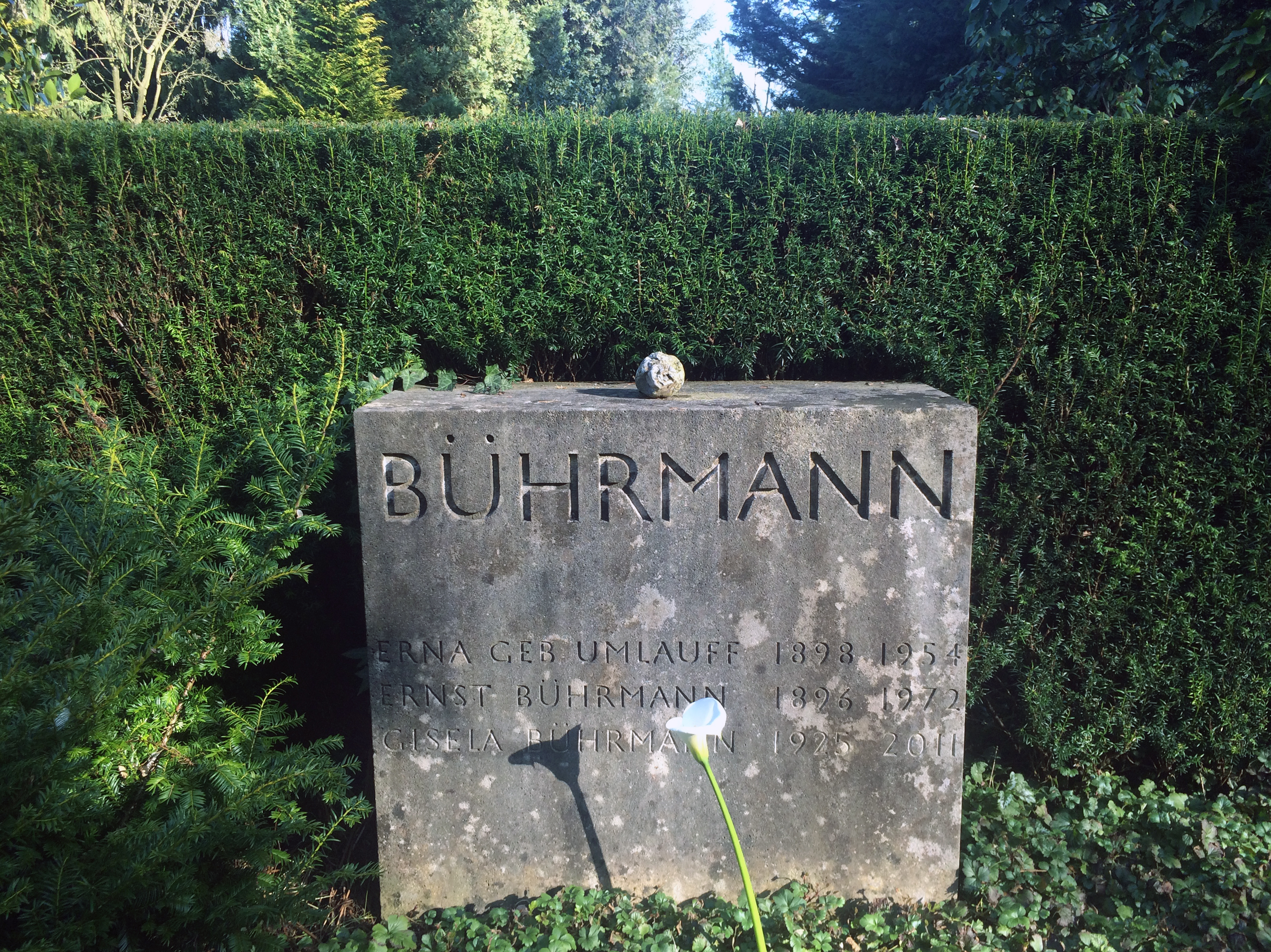
Grabstätte Bührmann auf dem Friedhof Nienstedten in Hamburg

Gisela Bührmann starb 2011 im Alter von 86 Jahren nach langer Krankheit in Hamburg. Die Freie Akademie der Künste widmete ihr zum Gedenken 2012 die Ausstellung Gisela Bührmann – nature morte – Gemälde und Zeichnungen aus dem Nachlass.
Gisela Bührmann ist bei ihren Eltern im Familiengrab auf dem Friedhof Nienstedten (Grabstätte Abt. 20 Nr. 95) in Hamburg bestattet.

## Ehrungen
- 1969 Edwin-Scharff-Preis des Hamburgischen Senats
- 1970 Aufnahme in die Freie Akademie der Künste

## Nachlass
- Verwalter des künstlerischen Nachlasses ist Rainer Martens.
- Das Schleswig-Holsteinische Landesmuseum Schloss Gottorf besitzt das gesamte druckgraphische Werk sowie eine Reihe von Ölbildern und Zeichnungen Bührmanns.
- Weitere Werke sind zu finden in der Hamburger Kunsthalle und vielen norddeutschen Museen.